# Cesonia Postelnicu
Cesonia Postelnicu (n. 10 martie 1968, Bacău, România) este o actriță româncă de teatru și film.
A fost pasionată de teatru și de cinematografie încă din copilărie, fiind fiica unui cuplu de actori: Sorin Postelnicu și Rodica Mureșan. Cesonia Postelnicu a fost căsătorită cu Emilian Simion.
Cesonia Postelnicu a debutat în cinematografie în 1986, în rolul Getei din Liceenii, un film regizat de Nicolae Corjos. Filmul a avut un succes deosebit și personajul Geta a fost îndrăgit de public. În același an a jucat și în filmul „O zi prin București”, regizat de Ion Popescu-Gopo. Au urmat celelalte două filme din seria „Liceenilor”, Liceenii Rock'n'Roll (1990) și Liceenii în alertă (1993). A mai jucat în „Semne pe nisip”, regia Nicolas Mason, în 1994 și „Azucena”, în regia tatălui său vitreg, Mircea Mureșan, în 2005.

## Filmografie
- Liceenii (1986) - Geta
- O zi la București (1987)
- Zîmbet de Soare (1988)
- Liceenii Rock'n'Roll (1991) - Geta
- Liceenii în alertă (1993) - Geta
- Semne pe nisip (1994)
- Azucena (2005)